# Tanhuato
Tanhuato är en kommun i Mexiko.   Den ligger i delstaten Michoacán de Ocampo, i den centrala delen av landet, 300 km väster om huvudstaden Mexico City.
Följande samhällen finns i Tanhuato:
- Tanhuato de Guerrero
- Villanueva
- Rancho Nuevo
- La Presa